# Chénier (nissaga de literats)
La nissaga de literats Chénier és una família francesa que inclou diversos escriptors i poetes d'importància en la història de la literatura francesa. El més conegut de tots és André Chénier, un poeta simbolista que va viure a finals del segle xviii i que va ser executat durant la Revolució Francesa. Altre membre destacat de la nissaga va ser el seu germà Marie-Joseph Chénier, un dramaturg. La nissaga de literats Chénier va tenir una gran influència en la literatura francesa de l'època i continua sent reconeguda avui dia per la seva obra poètica i literària.
Chénier (nissaga de literats)
- Louis de Chénier (1722-1795), diplomàtic i escriptor.
- Louis Salvador Chénier (1761-1823), militar, fill de Louis.
- André Chénier (1762-1794), poeta i literat, fill de Louis.
- Marie-Joseph Chénier (1764-1811), poeta dramàtic i polític, fill de Louis.
- Louis-Joseph Gabriel Chénier (1800-1880), literat i jurisconsult, fill de Louis Salvador.